# Megalobulimus paranaguensis
Megalobulimus paranaguensis é uma espécie de caracol, um molusco pulmonado que pertence à família Strophocheilidae, gênero Megalobulimus, nativo da Mata Atlântica. É encontrado entre o norte do estado de Santa Catarina  e São Vicente, no estado de São Paulo.
Conhecida vulgarmente como árua-do-mato, essa espécie pertence à familia Strophocheilidae, que engloba o gênero Megalobulimus que representa um dos maiores moluscos terrestres da fauna neotropical.